# Alexij (Konopljov)
Alexij (světským jménem: Viktor Alexandrovič Konopljov; 10. února 1910, Pavlovsk – 7. října 1988, Kalinin) byl ruský duchovní Ruské pravoslavné církve a metropolita kalininský a kašinský.

## Život
Narodil se 10. února 1910 v Pavlovsku.
Roku 1924 se stal ponomarem v chrámu. Po střední škole sloužil jako psalomščik v chrámu Proměnění Páně v Pavlovsku.
Roku 1930 byl zatčen a 6. července odsouzen je třem letům vyhnanství. Trest vykonával ve Svirských lágrech.
V říjnu 1941 byl povolán do Rudé armády. Dne 5. května 1942 byl raněn na severozápadní frontě a v srpnu 1942 byl převeden na Brjanský front. Následně se dostal na 2. pobaltský front.
Roku 1947 začal studovat na Moskevském duchovním semináři. Dne 13. června 1948 jej arcibiskup kazaňský a čistopolský Germogen (Kožin) rukopoložil na diákona. Sloužil v chrámu svatých Petra a Pavla v Lefortově a v chrámu ikony Matky Boží Všech strádajících radost na Kalitnikovském hřbitově. Dne 1. července 1951 jej metropolita krutický Nikolaj (Jaruševič) rukopoložil na jereje. Stal se duchovním chrámu Obnovení chrámu Vzkříšení. Následně byl jmenován představeným chrámu Životodárné Trojice na Vorobjovych gorach.
Roku 1955 dokončil Moskevskou duchovní akademii.
Dne 31. května 1956 jej Svatý synod zvolil biskupem molotovským a solikamským.
Dne 6. června 1956 byl postřižen na monacha se jménem Alexij. Dne 14. června byl povýšen na archimandritu. Dne 21. července proběhla v chrámu Zjevení Páně jeho biskupská chirotonie. Světiteli byli patriarcha moskevský Alexij I., metropolita krutický a kolomenský Nikolaj (Jaruševič), arcibiskup oděský a chersonský Boris (Vik), biskup volyňský a rovenský Palladij (Kaminskyj) a biskup bijský Donat (Ščjogolev). Účastníkem Chirotonie byl také anglikánský biskup yorský Michael Ramsey.
Dne 14. března 1957 byl ustanoven biskupem lužským a vikářem leningradské eparchie.
Od 14. listopadu 1961 sloužil jako biskup tulský a beljovský. Dne 25. února 1964 byl povýšen na arcibiskupa.
Dne 27. ledna 1966 byl jmenován biskupem rižským a lotyšským. Dne 8. října 1966 byl převeden na krasnodarskou katedru. Od 15. prosince 1966 do 7. října 1967 byl dočasným správcem rostovské eparchie.
Dne 19. dubna 1978 byl jmenován arcibiskupem kalininským a kašinským. Dne 7. září 1981 byl povýšen na metropolitu.
Zemřel 7. října 1988 v Kalininu. Pohřben byl v chrámu Zesnutí přesvaté Bohorodice ve vesnici Zavidovo.